# Gresley FC
Gresley FC (celým názvem: Gresley Football Club) je anglický fotbalový klub, který sídlí ve vesnici Church Gresley v nemetropolitním hrabství Derbyshire. Založen byl v roce 1882 pod názvem Gresley Rovers FC. Od sezóny 2018/19 hraje v Northern Premier League Division One East (8. nejvyšší soutěž). Klubové barvy jsou červená a bílá.
V roce 2009 byl klub kvůli finančním problémům poslán londýnským Vrchním soudem do likvidace. Reformován byl ve stejném roce jako Gresley Football Club. Premiérovou sezónu po reformaci pak začal v East Midlands Counties League (10. nejvyšší soutěž).
Své domácí zápasy odehrává na stadionu Moat Ground s kapacitou 2 400 diváků.

## Historické názvy
Zdroj: 
- 1882 – Gresley Rovers FC (Gresley Rovers Football Club)
- 2009 – Gresley FC (Gresley Football Club)

## Získané trofeje
- Leicestershire Senior Cup ( 2× )
  - 1946/47, 1988/99
- Derbyshire Senior Cup ( 8× )
  - 1987/88, 1988/89, 1989/90, 1990/91, 1993/94, 1995/96, 1996/97, 2004/05

## Úspěchy v domácích pohárech
Zdroj: 
- FA Cup
  - 1. kolo: 1930/31, 1994/95, 1998/99
- FA Trophy
  - Čtvrtfinále: 1995/96
- FA Vase
  - Finále: 1990/91

## Umístění v jednotlivých sezonách
Stručný přehled
Zdroj: 
- 1898–1901: Leicestershire Senior League
- 1901–1906: Midland Football League
- 1910–1912: Leicestershire Senior League
- 1915–1916: Leicestershire Senior League
- 1924–1926: Leicestershire Senior League
- 1935–1946: Leicestershire Senior League
- 1946–1948: Leicestershire Senior League (Central Division)
- 1948–1949: Leicestershire Senior League (Division One)
- 1953–1954: Birmingham Combination
- 1954–1955: Birmingham & District League (Northern Division)
- 1955–1957: Birmingham & District League (Division Two)
- 1957–1958: Birmingham & District League (Division One)
- 1958–1959: Birmingham & District League (Division Two)
- 1975–1992: West Midlands Regional League (Premier Division)
- 1992–1993: Southern Football League (Midland Division)
- 1993–1999: Southern Football League (Premier Division)
- 1999–2004: Southern Football League (Western Division)
- 2004–2007: Northern Premier League (Division One)
- 2007–2009: Northern Premier League (Division One South)
- 2009–2011: East Midlands Counties League
- 2011–2012: Midland Football Alliance
- 2012–2018: Northern Premier League (Division One South)
- 2018– : Northern Premier League (Division One East)

Jednotlivé ročníky
Zdroj: 
Legenda: Z – zápasy, V – výhry, R – remízy, P – porážky, VG – vstřelené góly, OG – obdržené góly, +/- – rozdíl skóre, B – body, červené podbarvení – sestup, zelené podbarvení – postup, fialové podbarvení – reorganizace, změna skupiny či soutěže
| Sezóny  | Liga                                         | Úroveň | Z  | V  | R  | P  | VG  | OG | +/- | B  | Pozice |
| ------- | -------------------------------------------- | ------ | -- | -- | -- | -- | --- | -- | --- | -- | ------ |
| 2009/10 | East Midlands Counties League                | 10     | 38 | 26 | 6  | 6  | 110 | 39 | +71 | 84 | 2.     |
| 2010/11 | East Midlands Counties League                | 10     | 38 | 28 | 6  | 4  | 109 | 36 | +73 | 90 | 1.     |
| 2011/12 | Midland Football Alliance                    | 9      | 42 | 27 | 8  | 7  | 96  | 56 | +40 | 89 | 1.     |
| 2012/13 | Northern Premier League (Division One South) | 8      | 42 | 16 | 10 | 16 | 75  | 77 | -2  | 58 | 11.    |
| 2013/14 | Northern Premier League (Division One South) | 8      | 40 | 17 | 5  | 18 | 66  | 67 | -1  | 56 | 9.     |
| 2014/15 | Northern Premier League (Division One South) | 8      | 42 | 25 | 6  | 11 | 96  | 51 | +45 | 81 | 5.     |
| 2015/16 | Northern Premier League (Division One South) | 8      | 42 | 16 | 2  | 24 | 58  | 75 | -17 | 50 | 16.    |
| 2016/17 | Northern Premier League (Division One South) | 8      | 42 | 12 | 9  | 21 | 56  | 83 | -27 | 45 | 18.    |
| 2017/18 | Northern Premier League (Division One South) | 8      | 42 | 11 | 10 | 21 | 49  | 91 | -42 | 43 | 17.    |
| 2018/19 | Northern Premier League (Division One East)  | 8      | 38 |    |    |    |     |    |     |    |        |